# Gymnidium turbinatum
Gymnidium turbinatum is een rechtvleugelig insect uit de familie Lentulidae. De wetenschappelijke naam van deze soort is voor het eerst geldig gepubliceerd in 1896 door Karsch.